# Niklot Beste
Berthold Niklot Beste (* 30. Juni 1901 in Ilow; † 24. Mai 1987 in Gießen) war  Landesbischof der Evangelisch-lutherischen Landeskirche Mecklenburgs und leitender Bischof der Vereinigten Evangelisch-Lutherischen Kirche Deutschlands in der Deutschen Demokratischen Republik (DDR).

## Werdegang
Niklot Beste war Sohn des Gutsbesitzers auf Blendow Hermann (August Berthold) Beste (1863–1919) und dessen Frau Margarete (Timonette Wilhelmine Beda Maria), geb. von Sydow (1878–1962). Die Schule besuchte er in Doberan und legte zu Ostern 1920 das Abitur im  Gymnasium Friderico-Francisceum ab. Er studierte 1920 bis 1925 Evangelische Theologie und Geschichte in Marburg, Innsbruck, Breslau und ab April 1923 Rostock. Während seines Studiums wurde er Mitglied beim Verein Deutscher Studenten Rostock. Nach dem Besuch des Evangelischen Predigerseminares in Schwerin war er von 1927 bis 1932 Vikar und Pfarrer in Dorfkirche Benthen, danach in Schwerin und 1933 bis 1945 in Neubukow. Er war Leiter des Pfarrernotbundes in Mecklenburg und Mitglied des Reichsbruderrates der Bekennenden Kirche.
1946 wurde Beste zum Bischof der Evangelisch-Lutherischen Landeskirche Mecklenburgs gewählt und hatte dieses Amt inne, bis er 1971 den Ruhestand erreichte. Sein Nachfolger wurde Heinrich Rathke.
Neben dem Amt des Landesbischofs war er von 1947 bis 1957 Mitglied des Exekutivkomitees des Lutherischen Weltbundes. Er war maßgeblich an der Gründung der Vereinigten Evangelisch-Lutherischen Kirche Deutschland (VELKD) beteiligt, deren stellvertretender Vorsitzender er seit 1953 war. Von 1961 bis 1967 war er Mitglied des Rates der EKD und 1968–69 als Vorsitzender der Konferenz der Evangelischen Kirchenleitungen in der DDR an der Bildung des Bunds der Evangelischen Kirchen in der DDR beteiligt. Von 1968 bis zum Ruhestand 1971 war er Leitender Bischof der VELKD in der DDR.
Beste starb 1987 an den Folgen eines Verkehrsunfalls.
Der spätere Landesbischof von Mecklenburg Hermann Beste ist sein Sohn.

## Trivia
Aus kirchlichen Kreisen wurde häufig dieser Spruch kolportiert: „Unser Bischof ist der Beste!“

## Veröffentlichungen
- Mecklenburgs Verhältnis zu Kaiser und Reich vom Ende des siebenjährigen Krieges bis zum Ausgang des alten Reiches (1763–1806). Rostock 1924 (Dissertation).
- Der Kirchenkampf in Mecklenburg von 1933 bis 1945 : Geschichte, Dokumente, Erinnerungen (= Arbeiten zur Geschichte des Kirchenkampfes, Ergänzungsreihe, 9). Evangelische Verlagsanstalt, Berlin / Vandenhoeck & Ruprecht (Lizenzausgabe), Göttingen 1975, ISBN 3-525-55533-4.